# Chrysis impressa
Chrysis impressa (лат.) — вид ос-блестянок рода Chrysis из подсемейства Chrysidinae.

## Распространение
Западная Палеарктика: от западной Европы до центральной Азии. В северной Европе: Дания, Эстония, Финляндия, Латвия, Литва, Норвегия, Швеция.

## Описание
Длина — 6—11 мм. Ярко-окрашенные металлически блестящие осы. Этот вид сходен с другими аналогично окрашенными видами группы C. ignita. Голова и мезосома дорсально тёмно-синие или чёрные, а у самки переднеспинка, мезоплеврон и мезоскутеллум имеют обширные золотисто-зелёные отблески. Мезоскутум самки имеет характерный чёрный, тёмно-серый или оливковый цвет с контрастными зелёными или синими точками (как у C. longula). Мезоскутум самца часто полностью тёмно-синий или сине-фиолетовый. Тергиты золотисто-красные и относительно мелко пунктированные. Стерниты, по крайней мере, частично красно-золотистые, а чёрные пятна S2 у самки обычно округлые. Волоски на дорсальной поверхности головы коричневатые у обоих полов. Мандибула относительно толстая (медиальная ширина около половины или почти половины базальной ширины) и базально со слегка вогнутыми краями. Членик жгутика усика F1 длинный и узкий, примерно в 1,4 раза длиннее F2 у самки и по крайней мере в 1,2 раза длиннее F2 у самца. Клептопаразиты ос: Ancistrocerus (Vespidae). Период лёта: июнь — август.